# Gabrielle Miller
Pour les articles homonymes, voir Miller.
Gabrielle Miller, née le 9 novembre 1973 à Vancouver (Canada), est une actrice canadienne. 

## Carrière
Depuis le début de sa carrière en 1993, elle est apparue dans de nombreux films et séries télévisées, notamment des rôles principaux de la sitcom Corner Gas (2004-0909) et de la comédie dramatique Robson Arms (2005-2008).  Elle apparaît également régulièrement dans les séries télévisées Pasadena (2002), Alienated (2003-2004), Call Me Fitz (2012-2013), Mother Up! (2013) et Good Witch (2015-2016). Elle apparaît également dans  Sliders : Les Mondes parallèles saison 1 épisode 4 (1995), NCIS : Enquêtes spéciales saison 7 épisode 18 (2010).

## Filmographie

### Cinéma
- 1993 : Digger : Rosemary Malone
- 1996 : Starlight : Deborah
- 1998 : Ruppert's Land : Shelley
- 1999 : The Silencer : Jill Martin
- 2000 : Marine Life : Joyce
- 2002 : Liebe auf den 2. Blick : Sarah
- 2006 : Un fiancé pour Noël : Jessica
- 2006 : Love and Other Dilemmas : Ginger Shapiro
- 2011 : Sisters & Brothers : Louise
- 2012 : Moving Day : Linda
- 2013 : Down River : Fawn
- 2014 : Jeremy : Kathleen
- 2014 : Corner Gas: The Movie : Lacey Burrows
- 2015 : The Steps : La secrétaire
- 2017 : Le Club des Aventuriers : Jane
- 2018 : Rabbit : Trudy

### Télévision
- 1993 : Judgment Day: The John List Story (téléfilm) : Patty List
- 1993 : L'enfant de la dernière chance (For the Love of My Child: The Anissa Ayala Story) (téléfilm) : Claudine
- 1993 : Highlander (série télévisée) : Karen
  - Saison 2, épisode 10 (1993): Bess
  - Saison 3, épisode 5 (1994): Michelle Webster
- 1994 : Jane's House (téléfilm) : Une fille
- 1994 : Moment of Truth: To Walk Again (téléfilm) : Karen
- 1994 : Au nom de la vérité (The Disappearance of Vonnie) (téléfilm) : Francine
- 1994 : M.A.N.T.I.S. (série télévisée) (saison 1, épisode 7) : Antonia Krieg
- 1994 : Le ranch de l'espoir (série télévisée) (saison 5, épisode 8) : Nicole
- 1995 : The Other Mother: A Moment of Truth Movie (téléfilm) : Sœur Beatrice
- 1995 : Sliders, les mondes parallèles (série télévisée) (saison 1, épisode 4) : Fling
- 1995 : Madison (série télévisée) (saison 3, épisode 9) : Jennifer Steadman
- 1995 : X-Files (série télévisée)
  - Saison 2, épisode Une petite ville tranquille (Our Town) (1995): Paula Gray
  - Saison 3, épisode Âmes damnées (Syzygy) (1996): Brenda
- 1996 : Si près du danger (Mother, May I Sleep with Danger?) (téléfilm)
- 1996-2001 : Au-delà du réel, l'aventure continue  (série télévisée)
  - Saison 2, épisode 7 (1996): La secrétaire (non-créditée)
  - Saison 2, épisode 13 (1996): Charlotte Nichols
  - Saison 6, épisode 12 (2000): Wendy Seymour
  - Saison 7, épisode 19 (2001): Megan
- 1997 : La Loi du colt  (série télévisée) (saison 1, épisode 3): Louise
- 1997 : The Sentinel  (série télévisée) (saison 2, épisode 18): Kate Freeman
- 1997 : Breaking the Surface: The Greg Louganis Story (téléfilm): Despina
- 1997 : Stargate SG-1  (série télévisée) (saison 1, épisode 8): Thetys
- 1997 : L'avocat du démon (The Advocate's Devil)  (téléfilm): Kate Freeman
- 1998 : Viper  (série télévisée) (saison 3, épisode 14): Wanda Stirnweis
- 1998 : Voyage of Terror  (téléfilm): Paula Simon
- 1998 : Poltergeist, les aventuriers du surnaturel  (série télévisée) (saison 3, épisode 16): Mary Miller
- 1998 : Floating Away  (téléfilm): Sugar
- 1998 : Chienne de vie! (In the Doghouse)  (téléfilm): Lauren Gibb
- 1998 : Welcome to Paradox  (série télévisée) (saison 1, épisode 7): Jane
- 1998 : La nouvelle famille Addams  (série télévisée) (saison 1, épisode 5): Amanda
- 1999 : Da Vinci's Inquest  (série télévisée) (saison 1, épisodes 12 et 13): Joanna
- 1999 : Traques sur internet  (série télévisée) (saison 1, épisode 22): Julie 'Diva' Davis
- 1999 : As Time Run Out  (téléfilm)
- 1999 : First Wave  (série télévisée) (saison 2, épisode 4): Molly Simon
- 2000 : Le faussaire (The Inspectors 2: A Shred of Evidence)  (téléfilm): Betty Marsh
- 2001 : Anatomy of a Hate Crime  (téléfilm): Kara Dupree
- 2001 : L'invincible  (série télévisée) (saison 1, épisode 11): Amente
- 2001 : The Chris Isaak Show  (série télévisée) (saison 1, épisode 2): Officier Bonnie
- 2001 : UC: Undercover (en)  (série télévisée) (saison 1, épisodes 1 et 2): Vanessa
- 2002 : L'Enfer à domicile (Video Voyeur: The Susan Wilson Story)  (téléfilm): Tisha Salomon
- 2002 : Le choix de l'amour (Due East)  (téléfilm): Judi
- 2002 : Jeremiah  (série télévisée) (saison 1, épisode 12): Naomi
- 2002 : Édition spéciale  (série télévisée) : Jacqui Savard
- 2002 : La Treizième Dimension  (série télévisée) (saison 1, épisode 14): Angela Perry
- 2003 : Just Caus  (série télévisée) (saison 1, épisode 18): La secrétaire de Kratzer
- 2003 : Jake 2.0  (série télévisée) (saison 1, épisode 6): Jenny
- 2003- 2004 : Alienated  (série télévisée) (saisons 1 et 2, 8 épisodes): Rebecca Myers
- 2004 : Frasier  (série télévisée) (saison 11, épisode 17): Willa Haver
- 2004 : The Collector  (série télévisée) (saison 1, épisode 7): Alicia Keller
- 2004-2009 : Corner Gas  (série télévisée) (saisons 1-6, 107 épisodes): Lacey Burrows
- 2005-2008 : Robson Arms  (série télévisée) (saison 1-3, 18 épisodes): Bobbi Briggs
- 2006 : One Dead Indian  (téléfilm)
- 2007 : Intelligence  (série télévisée) (saison 1, épisode 12): Rayann Ribiso
- 2007 : Elijah  (téléfilm): Jill, la reporter
- 2007 : Whistler  (série télévisée) (saison 2, épisode 4): Alexis Grace
- 2008 : Shoot Me Now  (série télévisée) (saison 2, épisodes 4 et 5): Gabrielle
- 2010 : Cold Case : Affaires classées  (série télévisée) (saison 7, épisode 12)
- 2010 : NCIS : Enquêtes spéciales  (série télévisée) (saison 7, épisode 18): Andrea Mavrey
- 2012-2013 : Call Me Fitz  (série télévisée) (saisons 3 et 4, 8 épisodes): Melody Gray
- 2013 : Lost Girl  (série télévisée) (saison 3, épisode 11): Caroline
- 2013 : Person of Interest  (série télévisée) (saison 2, épisode 20): Dr Julianna De Matteo
- 2013 : Satisfaction  (série télévisée) (saison 1, épisode 5): Denise
- 2013 : The Listener  (série télévisée) (saison 4, épisode 13): Dr Jillian Sisley
- 2013 : Mother Up!  (série télévisée) (saison 1, 13 épisodes): Sarah
- 2014 : Le gâteau de la dernière chance (Apple Mortgage Cake)  (téléfilm): Gloria Grand
- 2014 : Un père Noël pas comme les autres ( Christmas at Cartwright's)  (téléfilm): Fiona
- 2015 : Haven  (série télévisée) (saison 5, épisodes 18 et 19): Lainey Fortuna
- 2015 : Soupçon de magie  (série télévisée) (saisons 1, 2 et 5, 9 épisodes): Linda Wallace
- 2016 : Babysitting Night  (téléfilm): Donna Cooper
- 2017 : La Boutique des secrets  (série télévisée) (saison 1, épisode 9): Beth Anne
- 2018 : Un amour de Saint-Valentin (Wedding March: Here Comes the Bride)  (téléfilm): Bonnie Turner
- 2018 : Once Upon a Time  (série télévisée) (saison 7, épisode 19): Flora
- 2019 : The Magicians  (série télévisée) (saison 4, épisode 8): Carol
- 2019 : Petits meurtres et confidences  (série télévisée) (saison 1, épisode 8): Ivy
- 2019 : Pup Academy  (série télévisée) (saison 1, 8 épisodes): Molly
- 2020 : L'Île aux mystères : L'Affaire des émeraudes (Riddled with Deceit: A Martha's Vineyard Mysteries)  (téléfilm): Rebecca Lane
- 2021 : Trigger Me  (série télévisée) (saison 1, 6 épisodes): Pamela
- 2023 : Gwen Shamblin: Starving for Salvation  (téléfilm): Emily
- 2023 : Carrot Cake Murder: A Hannah Swensen Mystery  (téléfilm): Julianne Carlson
- 2024 : New York, unité spéciale  (série télévisée) (saison 25, épisode 3): Denise Goldberg